# All My Love (SS501のアルバム)
『All My Love』（オール・マイ・ラヴ）は、韓国の男性アイドルグループSS501が日本で2009年5月13日にリリースした2枚目のアルバムである。

## 概要
- 通常盤と初回限定盤の2形態でリリースされ、初回限定盤にはDVDとトランプが付属している。通常盤はCDのみ。

## 収録曲
1. メッセージ
  - 作詞・作曲：山本朝海　編曲：武藤星児
2. Mermaid...
  - 作詞：山本朝海　作曲：山沢大洋　編曲：武藤星児
3. I WANT YOU
  - 作詞：side-E　作曲・編曲：田中直
4. LUCKY DAYS
  - 作詞：鳥海雄介　作曲・編曲：ファン・ソンジェ（BJJ）

日本3枚目のシングル。
5. Get along
  - 作詞・作曲：Niklas Pettersson／Vincent Digeorgio　日本語詞：松井五郎 　編曲：大西響太
6. Promise to Promise
  - 作詞：山本朝海　作曲：成本智美　編曲：江上浩太郎
7. Believe in Love
  - 作詞：side-E/ TANK　作曲：大竹智勇　編曲：B&C factory
8. Let's Break Away
  - 作詞・作曲：Hakan Lundberg/Jonas Blees/Lee Bennett　日本語詞：松井五郎　編曲：神津裕之
9. Time of Destiny
  - 作詞：BOUNCEBACK　作曲・編曲：井上大介
10. LOVERS
  - 作詞・作曲：市川喜康[KABUKI]　編曲：中村太知[KABUKI]
11. 浅い夢の果て
  - 作詞・作曲・編曲：コモリタミノル
12. トラベラーグライダー
  - 作詞：山本朝海　作曲：山沢大洋　編曲：武藤星児
13. All My Love
  - 作詞：松井五郎　作曲・編曲：多胡淳

日韓含めSS501唯一のアカペラ曲。